# NGC 7479
Az NGC 7479 (más néven Caldwell 44) egy küllős spirálgalaxis a Pegasus csillagképben.

## Felfedezése
A galaxist William Herschel fedezte fel 1784-ben.

## Tudományos adatok
Az NGC 7479-ben eddig egy szupernóvát fedeztek fel:
- SN 1990U, 1990. július 27-én.[2]

A galaxis 2381 km/s sebességgel távolodik tőlünk.